# Российско-белорусский нефтяной конфликт
Росси́йско-белору́сский нефтяно́й конфли́кт — конфликт правительств и компаний Российской Федерации и Республики Беларусь вокруг поставок нефти.

## Предыстория
30 и 31 декабря 2019 года президенты обеих стран, А. Лукашенко и В. Путин, вели переговоры о поставках нефти в 2020 году, но не договорились. 31 декабря А. Лукашенко поручил завозить нефть из портов Балтийского моря и задействовать альтернативные поставки по магистральному нефтепроводу «Дружба».
В свою очередь Россия до сих пор не компенсировала Белоруссии потери за поставки «грязной» нефти в апреле 2019 года, не согласовав компенсацию за российский налоговый манёвр. В бюджет Белоруссии 2020 года заложены убытки в размере 951 млн рублей.

## Роль нефти в экономике Беларуси
Экономика Беларуси
По мнению экспертов, Республике Беларусь на собственные нужды нужно около 7—8 млн т нефти в год.
В 2020 г. Беларусь планировала переработать 24 млн т нефти. На переработке нефти и дальнейшей продаже нефтепродуктов (главным образом в страны ЕС) Беларусь зарабатывала, например, в 2018 г. 12,8 млрд долларов США, приобретя нефти на 6,8 млрд долларов США. Согласно отчёту Министерства финансов РБ, нефтяные поставки в 2018 г. составили 10 % доходов бюджета страны.

## Конфликт

### Январь
1 января 2020 года Россия прекратила поставки нефти в Белоруссию, но российская нефть продолжала поступать транзитом через Белоруссию в страны Европы. В результате, нефтеперерабатывающие предприятия Белоруссии вынуждены были работать на остатках, которые остались с 2019 года.
3 января Представитель Министерства транспорта Латвии И. Канцена сообщила, что предприятия Латвии, в том числе морские порты и железная дорога, готовы представить Белоруссии услуги перегрузки, хранения и транспортировки нефти. В тот же день руководитель транспортной компании LG Cargo Э. Лазавскас заявил журналистам, что Литва может предложить Белоруссии инфраструктуру для поставок сырой нефти в объёме до 3 млн тонн в год.
Сотрудник пресс-службы «Белнефтехима» заявила, что «экспорт нефтепродуктов временно приостановили».
14 января Белоруссия направила коммерческие предложения о покупке нефти во «все возможные страны: и Украина, и Польша, и страны Балтии, и Казахстан, Азербайджан», заявил первый вице-премьер Белоруссии Д. Крутой. В свою очередь, официальный представитель государственной нефтяной компании Азербайджана (SOCAR) И. Ахмедов сообщил, что Азербайджан готов поставлять нефть Белоруссии, переговоры об этом были, но пока что конкретного решения нет.
15 января по словам временного директора компании Klaipedos nafta Г. Сабалявскаса, литовская сторона готова переваливать до 3 млн тонн сырой нефти из судов. Директор Клайпедского порта по маркетингу и общим вопросам А. Друнгилас говорил, что теоретически нефть для Белоруссии можно было бы импортировать и через Бутингский нефтетерминал, контролируемый компанией Orlen Lietuva, однако эта компания является конкурентом белорусских заводов.
17 января вице-премьер Белоруссии И. Ляшенко и и. о. вице-премьер Д. Козак не смогли решить разногласия по цене на сырьё.
19 января министр коммуникаций Латвии Т. Линкайтс заявил, что его страна имеет техническую возможность и необходимую инфраструктуру для того, чтобы перекачивать нефть через свои порты в республику. Однако, как отметила Т. Маненок, «это несерьёзная пока что альтернатива», так как через железную дорогу в Беларусь можно поставить не более 3 млн т нефти в год, когда потребности белорусских НПЗ составляют до 24 млн т. Об отрасли трубопровода «Дружба», ведущие в Литву и Латвию, и пустующие 2006 и 2003 гг. соответственно, речи не идёт.
20 января российское издание «Коммерсантъ», сославшись на свои источники, сообщила, что Беларусь и Россия приостановили переговоры о транзите нефти. В Москве якобы считают бессмысленным обсуждать стоимость транзита до тех пор, пока не будут уточнены объёмы нефти. В тот же день белорусское предприятие «Гомельтранснефть Дружба» завершила ремонт участков магистрального нефтепровода «Мозырь—Брест-3». В пресс-службе правительства Белоруссии сообщили, что стороны достигли соглашения о подходах и методике компенсации за грязную нефть.
Агентство «Reuters» сообщило, что Белоруссия купила партию норвежской нефти Johan Sverdrup, состав которой, близкий к составу российской Urals. Танкер Breiviken с 80 000 тонн сырья должен должен был прибыть в литовский порт Клайпеда 22 января. Однако, в связи с резким ухудшением погоды, которое спровоцировало волны высотой до 3 метров, движение судов в порту был ограничен. Поэтому, танкер вошёл в порт Клайпеды только 23 января. Далее нефть доставлена железной дорогой на Новополоцкий НПЗ.
21 января А. Лукашенко собрал совещание по вопросам повышения эффективности реализации нефтепродуктов на экспорт, на которой заявил о необходимости поиска альтернативных поставщиков нефти, а также поставил задачу диверсифицировать поставки чёрного золота: 30-40 % должно поставляться из России, 30 % — с Балтики, ещё 30 % — через Украину. В этот же день, пресс-служба «Белнефтехима» сообщила, что экспорт нефтепродуктов возобновился, так как увеличиваются потоки нефтяного сырья на белорусские заводы.
22 января председатель правления концерна «Белнефтехим» А. Рыбаков заявил, что Беларусь имеет практически готовые контракты на поставку нефти из альтернативных России источников. В кулуарах Всемирного экономического форума в Давосе, глава «Лукойла» В. Алекперов сообщил, что «Лукойл» не планирует каким-то образом компенсировать потери республики из-за налогового манёвра в нефтяной отрасли и восстанавливать поставку нефти на НПЗ страны на льготных условиях. Объёмы нефти, которые поставлялись ранее Белоруссии, были перенаправлены на другие направления.
Посол России в Белоруссии Дмитрий Мезенцев в интервью агентству ТАСС высказал мнение, что две страны вскоре могут найти решения по нефтегазовым вопросам. Он отметил, что «Российская сторона готова компенсировать ущерб. Такая позиция и в этом случае показывает приверженность союзническим отношениям». В то же время, госсекретарь Союзного государства Григорий Рапота предложил выработать «какую-то такую формулу цены на энергоносители, которая бы носила долгосрочный характер и не вынуждало стороны каждый раз на очень сложные переговоры».
29 января А. Лукашенко Указом № 27 уполномочил правительство на проведение переговоров с Казахстаном о торгово-экономическом сотрудничестве в области поставок нефти и нефтепродуктов в Белоруссию, а также по проекту соглашения и его подписание при достижении договорённости в пределах одобренного проекта.

### Февраль
В феврале российские нефтяные компании группы «Сафмар» поставят 250 тыс. т нефти.
1 февраля Совет Министров Республики Беларусь принял постановление № 46 от 28 января 2020 года, которой повысил экспортные пошлины на нефть и нефтепродукты, вывозимые за пределы таможенной территории ЕАЭС с $ 77,2 до $ 78,5 за 1 т.
Во время своего визита в Беларусь госсекретарь США Майк Помпео предложил республике обратиться за нефтью в США.
7 февраля в Сочи прошли очередные переговоры по нефти с участием президентов Белоруссии и России, по итогам которых было заявлено, что Москва и Минск продолжат обсуждать поставки нефти исключительно на коммерческих условиях: «Если говорить о договорённости о нефти, нефтяном рынке, то российская сторона согласилась, что белорусские НПЗ будут покупать нефть по договорённости с российскими нефтяными компаниями по ценам, которые устанавливаются на мировом рынке», — сказал вице-премьер Д. Крутой. Старший аналитик «Альпари» Вадим Иосуб подчеркнул, что «фраза о мировых ценах бессмысленна», так как цена для всего мира включает экспортную пошлину, которое Белоруссия не платит. Но уже 10 февраля вице-премьер Д. Крутой объяснил, что в «мировую цену» входят: цена между компаниями чистая, без премии, и то пошлины, которую есть в условиях российского налогового манёвра на сегодняшний день.
11 февраля Белоруссия начала забирать технологическую нефть для нефтеперерабатывающих заводов из ответвлений нефтепровода «Дружбы», не затрагивая транзит.
12 февраля глава российской компании Александр Дюков по итогам встречи представителей нефтяных компаний с министром энергетики России Александром Новаком сообщил, что «Газпром нефть» готовы обсуждать с республикой различные схемы поставок нефти. Он отметил, что компания готова обсудить и давальческую схему поставок.
17 февраля дочерняя компания «Белоруснефть» — компания «Янгпур», ведущей добычу нефти в Ямало-Ненецком автономном округе России, переориентировала поставки нефтяного сырья на Беларусь.
18 февраля прошла встреча Александра Лукашенко с главным исполнительным директором, председателем правления НК «Роснефть» Игорем Сечиным. Результаты встречи неизвестны.
19 февраля пресс-секретарь концерна «Белнефтехим» Александр Тищенко сообщил, что концерн продолжает переговоры с польской стороной о возможности запуска в реверс белорусского участка магистрального нефтепровода «Дружба» для обеспечения альтернативных России поставок нефти в Белоруссию.
20 февраля Министерство антимонопольного регулирования и торговли Республики Беларусь приняло постановление № 13 от 10 февраля 2020 года, согласно которой оно повысило тариф на услуги по транспортировке нефти по магистральному трубопроводу ОАО «Гомельтранснефть Дружба» по маршрутному направлению «Унеча (Высокое) -Полацк-Невель» с 191,2 российских рублей до 203,8 за одну тонну (без налога на добавленную стоимость).